# نهر تينساس
نهر تينساس هو نهر في لويزيانا في الولايات المتحدة. يبدأ النهر في روافده العليا، في مقاطعة إيست كارول في الركن الشمالي الشرقي من الولاية ويمتد جنوب غربًا لمسافة 177 ميل (285 كـم). بالتوازي مع نهر المسيسيبي بشكل أو بآخر. يندمج نهر تينساس مع نهر أواتشيتا في جونسفيل في مقاطعة كاتاهولا ليصبح نهر أواتشيتا، ولا يجب الخلط بينه وبين بحيرة بلاك في مقاطعة نتشتوشس في شمال وسط لويزيانا.
على مسافة عشرين ميلاً جنوب الطريق السريع 20 بين دلهي وتالولا، يشق النهر طريقه عبر محمية الحياة البرية الوطنية لنهر تينساس (في أبرشيات ماديسون وفرانكلين وتينساس) والتي أنشئت في عام 1980 للحفاظ على الموارد البيئية وتنميتها حول النهر. في عام 1881، سمح الكونجرس لفيلق المهندسين بالجيش الأمريكي بتحسين الملاحة عن طريق إزالة العوائق العادية. بدأ العمل الملاحي في دالاس، وهي قرية على مجرى مائي في ماديسون باريش. تعد غابة الأخشاب الصلبة في القاع بالقرب من نهر تينساس بعضًا من الموائل المتبقية لدب لويزيانا الأسود.
اسم Tensas مشتق من شعب Taensa الأصلي التاريخي. أنشئت المزارع الأولى على طول نهر تينساس من قبل المستوطنين الذين لديهم مزارع سابقة عبر نهر المسيسيبي في منطقة ناتشيز.